# 920 Rogeria
920 Rogeria, asteroid glavnog pojasa. Otkrio ga je Karl Wilhelm Reinmuth, 1. rujna 1919.

## Vanjske poveznice
- Minor Planet Center